# Hippopsicon ivorense
Hippopsicon ivorense är en skalbaggsart som beskrevs av Stefan von Breuning 1968. Hippopsicon ivorense ingår i släktet Hippopsicon och familjen långhorningar. Inga underarter finns listade i Catalogue of Life.